# La Cigale et la Fourmi (film, 1913)
Pour les articles homonymes, voir La Cigale et la Fourmi.
La Cigale et la Fourmi (titre original russe : Стрекоза и муравей) est un film d'animation russe réalisé par Ladislas Starewitch d'après une fable d'Ivan Krylov, sorti en 1913.

## Synopsis
L'insouciante cigale agit de façon irresponsable. En effet, durant le printemps et l'été, elle boit, chante et joue du violon, elle se moque et taquine sa voisine, la fourmi qui, en revanche, a l'âme industrieuse et passe la journée à couper et ramasser du bois pour l'hiver. Lorsque la neige et le froid arrivent, la cigale n'est pas préparée aux rigueurs de l'hiver et va mendier l'hospitalité à la porte de la fourmi qui la renvoie. La cigale meurt bientôt.

## Fiche technique
- Titre original : Стрекоза и муравей
- Réalisation : Ladislas Starewitch
- Scénario : Ladislas Starewitch, d'après une fable d'Ivan Krylov
- Genre : Film d'animation
- Pays de production :  Empire russe
- Durée : 5 minutes
- Format : film muet
- Couleur : Noir et blanc
- Longueur : 158 mètres
- Date de sortie :
  -  Empire russe : 1913

## Commentaires
- Ce film est le premier film d'animation russe.
- La cigale étant un insecte méconnu en Russie, Krylov a préféré un autre insecte comme personnage de sa fable, une libellule et a intitulé sa fable « La Libellule et la Fourmi ».